# Melocactus violaceus
Melocactus violaceus é uma espécie botânica de plantas da família das Cactaceae. É endêmica do Brasil. É uma espécie muito comum como planta ornamental.
É uma planta perene carnuda e globosa armados com espinhos, de cor verde e com as flores de cor rosa.

## Sinonimia
- Cactus melocactoides
- Melocactus melocactoides
- Melocactus depressus
- Melocactus ellemeetii
- Melocactus margaritaceus